# The Flicker
The Flicker ist ein rund 30-minütiger Experimentalfilm von Tony Conrad aus dem Jahr 1965.

## Hintergrund
Der Film von Tony Conrad entstand aufgrund seiner Beschäftigung mit der experimentellen Psychologie und der möglichen Behandlung der Patienten durch Flickereffekte. Conrad hatte diese während seines Mathematikstudiums kennengelernt. Der Film ist überwiegend durch die schwarzen Frames gekennzeichnet, die in unterschiedlich langen Intervallen, in einer Frequenz von 4 bis 24 Lichtblitzen pro Sekunde, durch weiße Bilder unterbrochen werden. Dadurch entstehen die stroboskopartigen Lichteffekte. Diese schnelle Abfolge sorgt beim Betrachter für individuelle Effekte, die zu unterschiedlichen Mustern oder sogar Farbwahrnehmungen führen. Inwieweit dieser minimalistischer Film als ein Beitrag zur Philosophie betrachtet werden kann, ist Gegenstand von Diskussion.

## Inhalt
Der Experimentalfilm besteht aus einem Vorspann der Ankündigung „Tony Conrad Presents“, dem Filmnamen „The Flicker“ und je einem schwarzen und weißen Frame.
Der Film wird durch deinen Vorspann mit Hinweisen zu möglichen gesundheitlichen Folgeschäden eingeleitet.

“WARNING. The producer, distributor, and exhibitors waive all liability for physical or mental injury possibly caused by the motion picture ‚The Flicker‘. Since this film may induce epileptic seizures or produce mild symptoms of shock treatment in certain persons, you are cautioned to remain in the theatre only at your own risk. A physician should be in attendance.”

„Warnung: Der Produzent, Filmverleih, und Kinobesitzer weist jegliche Haftung für physische oder psychische Schäden, bedingt durch den Film „The Flicker“ (Das Flimmern), zurück. Beachten Sie, da der Film bei einigen Personen epileptische Anfälle oder Symptome eines leichten Schocks hervorrufen kann, dass Sie unter eigenem Risiko im Kino bleiben. Aufsicht eines Arztes wird empfohlen.“

Die beiden Frames werden in unterschiedlicher abnehmender Frame-Anzeigen-Dauer wiederholt, bis es zum Titel gebenden stroboskopartigen Flimmern oder (englisch flicker) kommt. Sie sind mit elektronisch erzeugten, rhythmischen Ton unterlegt, der die Geräusche eines Filmprojektors imitieren soll.